# Двойной маятник

Двойной маятник состоит из двух маятников скреплённых концом к концу

В физике и математике, в теории динамических систем, двойной маятник определяют как маятник, состоящий из двух звеньев. Как правило, первое звено закреплено в неподвижной точке с помощью сферического или цилиндрического шарнира. Второе звено прикреплено ко второму концу первого звена в общем случае также с помощью сферического шарнира. Двойной маятник является простой физической системой, которая проявляет разнообразное динамическое поведение со значительной зависимостью от начальных условий. Движение маятника описывается обыкновенными дифференциальными уравнениями. Для некоторых энергий его движение является хаотическим.

## Анализ
Можно рассматривать несколько вариантов двойных маятников: два звена могут быть одинаковыми или иметь разную длину и вес; они могут быть простыми маятниками или физическими маятниками; движение может происходить в пространстве или быть ограничено вертикальной плоскостью.
В дальнейшем анализе предполагается, что звенья — одинаковые физические маятники длины {\displaystyle \ell } и массы {\displaystyle m}, и их движение ограничено вертикальной плоскостью.

Двойной физический маятник

У физического маятника масса распределена вдоль всей его длины. Если масса распределена равномерно, тогда центр масс каждого звена совпадает с его геометрическим центром, и звено имеет такой момент инерции
{\displaystyle \textstyle I={\frac {1}{12}}m\ell ^{2}} относительно этой точки.
Для рассматриваемой системы с двумя степенями свободы удобно использовать в качестве обобщённых координат углы, которые образуют звенья с нисходящей вертикалью. Они задают точку на конфигурационном пространстве системы — двумерном торе. Если поместить начало декартовой системы координат в точку подвеса первого звена, то относительно этой системы отсчёта центр масс первого маятника находится в точке с координатами:
{\displaystyle {\begin{cases}x_{1}={\frac {\ell }{2}}\sin \theta _{1}\\y_{1}=-{\frac {\ell }{2}}\cos \theta _{1}\end{cases}}.}
Центр масс второго звена находится в точке с координатами
{\displaystyle {\begin{cases}x_{2}=\ell \left(\sin \theta _{1}+{\frac {1}{2}}\sin \theta _{2}\right)\\y_{2}=-\ell \left(\cos \theta _{1}+{\frac {1}{2}}\cos \theta _{2}\right).\end{cases}}}
Этой информации достаточно для того, чтобы выписать лагранжиан и с его помощью вывести описывающие движения уравнения Лагранжа.

### Лагранжиан
Лагранжиан
{\displaystyle {\begin{aligned}L&={\frac {1}{2}}m\left(v_{1}^{2}+v_{2}^{2}\right)+{\frac {1}{2}}I\left({{\dot {\theta }}_{1}}^{2}+{{\dot {\theta }}_{2}}^{2}\right)-mg\left(y_{1}+y_{2}\right)\\&={\frac {1}{2}}m\left({{\dot {x}}_{1}}^{2}+{{\dot {y}}_{1}}^{2}+{{\dot {x}}_{2}}^{2}+{{\dot {y}}_{2}}^{2}\right)+{\frac {1}{2}}I\left({{\dot {\theta }}_{1}}^{2}+{{\dot {\theta }}_{2}}^{2}\right)-mg\left(y_{1}+y_{2}\right),\end{aligned}}}
иначе называемый функцией Лагранжа, записывается как разность кинетической энергии и потенциальной энергии. Первое слагаемое в выражении для кинетическая энергия отвечает за кинетическую энергию поступательного движения центров масс звеньев. Второе слагаемое в этом выражении определяет кинетическую энергию вращательного движения каждого из стержней вокруг его центра масс. Последнее слагаемое определяет потенциальную энергию звеньев маятника в однородном гравитационном поле.
Подставляя координаты в выражение для функции Лагранжа после перегруппировки имеем
{\displaystyle L={\frac {1}{6}}m\ell ^{2}\left[{{\dot {\theta }}_{2}}^{2}+4{{\dot {\theta }}_{1}}^{2}+3{{\dot {\theta }}_{1}}{{\dot {\theta }}_{2}}\cos(\theta _{1}-\theta _{2})\right]+{\frac {1}{2}}mg\ell \left(3\cos \theta _{1}+\cos \theta _{2}\right).}

Движение двойного физического маятника (из численного интегрирования уравнения движения)

Траектории двойного маятника

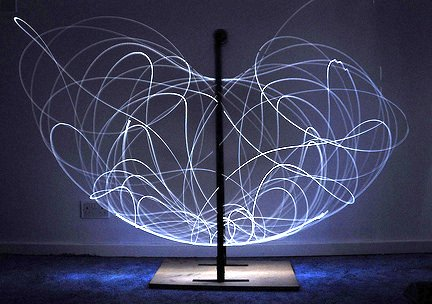
При большой выдержке, двойной маятник проявляет хаотическое движение (отслежен с помощью светодиодов)

Обобщенные импульсы можно записать как
{\displaystyle {\begin{cases}p_{\theta _{1}}\equiv {\frac {\partial L}{\partial {{\dot {\theta }}_{1}}}}={\frac {1}{6}}m\ell ^{2}\left[8{{\dot {\theta }}_{1}}+3{{\dot {\theta }}_{2}}\cos(\theta _{1}-\theta _{2})\right]\\\\p_{\theta _{2}}\equiv {\frac {\partial L}{\partial {{\dot {\theta }}_{2}}}}={\frac {1}{6}}m\ell ^{2}\left[2{{\dot {\theta }}_{2}}+3{{\dot {\theta }}_{1}}\cos(\theta _{1}-\theta _{2})\right].\end{cases}}}
Эти выражения можно преобразовать, чтобы получить
{\displaystyle {\begin{cases}{{\dot {\theta }}_{1}}={\dfrac {6}{m\ell ^{2}}}{\dfrac {2p_{\theta _{1}}-3\cos(\theta _{1}-\theta _{2})p_{\theta _{2}}}{16-9\cos ^{2}(\theta _{1}-\theta _{2})}}\\\\{{\dot {\theta }}_{2}}={\dfrac {6}{m\ell ^{2}}}{\dfrac {8p_{\theta _{2}}-3\cos(\theta _{1}-\theta _{2})p_{\theta _{1}}}{16-9\cos ^{2}(\theta _{1}-\theta _{2})}}.\end{cases}}}
Уравнения движения, получаемые как уравнения Эйлера — Лагранжа, можно записать как
{\displaystyle {\begin{cases}{{\dot {p}}_{\theta _{1}}}={\frac {\partial L}{\partial \theta _{1}}}=-{\frac {1}{2}}m\ell ^{2}\left[{{\dot {\theta }}_{1}}{{\dot {\theta }}_{2}}\sin(\theta _{1}-\theta _{2})+3{\frac {g}{\ell }}\sin \theta _{1}\right]\\\\{{\dot {p}}_{\theta _{2}}}={\frac {\partial L}{\partial \theta _{2}}}=-{\frac {1}{2}}m\ell ^{2}\left[-{{\dot {\theta }}_{1}}{{\dot {\theta }}_{2}}\sin(\theta _{1}-\theta _{2})+{\frac {g}{\ell }}\sin \theta _{2}\right].\end{cases}}}
Последние четыре уравнения описывают динамику системы с заданным текущим состоянием — начальными координатами и начальными скоростями системы.
В общем случае эти уравнения невозможно проинтегрировать аналитически, и представить формулы для θ1 и θ2 как явные функции от времени. Однако возможно выполнить численное интегрирование, позволяющее наблюдать динамику двойного маятника.

## Некоторые задачи
Рассматривают различные задачи, в которых появляется двухзвенный маятник. Среди них
- задача о движении на круговой орбите [4]
- задача о движении на эллиптической орбите [5].